# Jorge Batlle Ibáñez

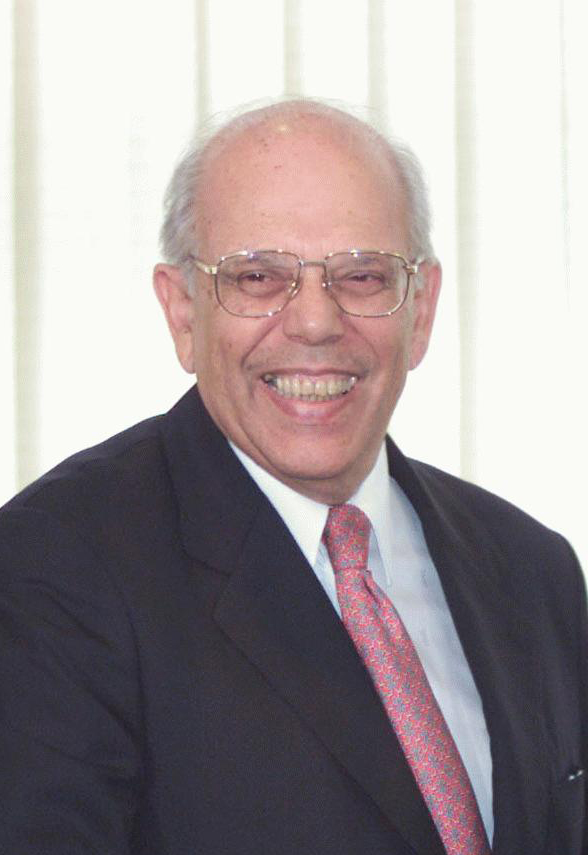

Jorge Batlle Ibáñez (Montevideo, 25 oktober 1927 - aldaar, 24 oktober 2016) was een Uruguayaans politicus en president van Uruguay van 2000 tot 2005. Hij was lid van de conservatieve Colorado Partij.
Dr. Jorge Batlle Ibáñez stamt uit een vooraanstaande familie in Uruguay. Zijn voorouders regeerden het land in de eerste helft van de 20e eeuw, en ontwierpen het systeem van overleg en samenwerking dat het land tot het "Zwitserland van Amerika" maakte.
Jorge Batlle zelf voerde begin jaren 70 in het parlement oppositie tegen zijn partijgenoot Juan Maria Bordaberry, die als president steeds autoritairder ging regeren en ten slotte het parlement naar huis stuurde.
In 1980 voerde Batlle met andere belangrijke tegenstanders van de militairen verzet tegen de grondwet die zij voorstelden. Het verwerpen van die grondwet door de bevolking leidde tot een geleidelijke terugkeer naar de democratie.
Batlle werd geïnstalleerd als president op 1 maart 2000, na in 1999 de presidentsverkiezingen te hebben gewonnen.
Hij overleed in 2016 op 88-jarige leeftijd.
Aparicio Méndez (1976-1981) · Gregorio Álvarez (1981-1985) · Rafael Addiego Bruno (1985) · Julio María Sanguinetti (1985-1990) · Luis Alberto Lacalle (1990-1995) · Julio María Sanguinetti (1995-2000) · Jorge Batlle Ibáñez (2000-2005) · Tabaré Vázquez (2005-2010) · José Mujica (2010-2015) · Tabaré Vázquez (2015-2020) · Luis Alberto Lacalle Pou (2020-2025) · Yamandú Orsi (2025-heden)